# Оброк
Обро́к — одна из повинностей зависимых крестьян, заключающаяся в выплате налога помещику продуктами или деньгами. В период расцвета феодализма обычно совмещался с барщиной. Главным отличием от последнего является то, что взимание оброка предполагало присвоение феодалом прибавочного продукта или его денежного эквивалента, произведённого крестьянином в его хозяйстве.

## Виды оброка
Понятие оброка подразумевает несколько видов:

### Продуктовый (натуральный)
Включал в себя различные сельскохозяйственные продукты, а также ремесленные изделия. В период возникновения феодализма, натуральный оброк был наиболее распространенной формой эксплуатации крестьянства.

### Денежный
Предполагал выплату крестьянином части дохода, вырученного им от продажи своей продукции..

## История оброка в России
В Киевской Руси становление феодализма приводит к появлению продуктового оброка, изначально в виде дани. В 13-14 веках его роль повышается одновременно с ростом хозяйственной самостоятельности крестьян, что приводит к имущественному расслоению в деревнях. В связи с этим зарождается тенденция к фиксированному размеру оброка и популярности денежного оброка, получивший наибольшее распространение в Новгородских землях. 
Закрепощение крестьян в конце 16 века и появившиеся с ним поместная система и барская запашка приводят к господству барщины в сочетании с натуральным оброком. Барщина преобладала среди помещичьих крестьян, а денежный среди дворцовых, монастырских и государственных. Уже во 2 половине 18 века оброк преобладал в чернозёмных промышленных губерниях.
В ходе крестьянской реформы 1861 года произошла замена барщины оброком, а уже 1 января 1883 года платежи оброка помещикам были прекращены.